# Odd Hassel
Odd Hassel (Oslo, Noruega 1897 - íd. 1981) fou un físic, químic i professor universitari noruec guardonat amb el Premi Nobel de Química l'any 1969.

## Biografia
Va néixer el 17 de maig de 1897 a la ciutat d'Oslo, capital actual de Noruega però que en aquells moments estava unida al Regne de Suècia sota el domini personal d'Oscar II de Suècia però amb la seva pròpia constitució i govern. El 1915 ingressà a la Universitat d'Oslo per estudiar física, química i matemàtiques, i es llicencià el 1920. L'any 1924 realitzà el doctorat a la Universitat de Berlín, i el 1934 acceptà l'oferta de la Universitat d'Oslo per esdevenir professor de fisicoquímica, càrrec que ocupà fins al 1964 a la seva jubilació.
Durant l'ocupació de Noruega per l'Alemanya nazi durant la Segona Guerra Mundial Hassel fou reclòs dos anys al camp de concentració de Grini, on va compartir cel·la amb Ragnar Frisch, guardonat amb el Premi Nobel d'Economia l'any 1969. Va ser alliberat en novembre de 1944.
Morí a la seva residència d'Oslo l'11 de maig de 1981.

## Recerca científica
Interessat inicialment en la química inorgànica, a partir de la dècada del 1930 s'interessà en l'estructura molecular, en particular del compost químic ciclohexà. Fou l'introductor a Noruega de les mesures dels moments de dipol elèctric i de la difracció de l'electró per part dels vapors. Els seus treballs van revelar el modus d'orientació dels àtoms que forment part dels compostos químics.
Durant la dècada del 1950 els seus treballs sobre els compostos químics foren ampliats posteriorment pel químic Derek Harold Richard Barton mitjançant la tècnica de conformació química, el que va obrir la possibilitat de crear molècules sintètiques d'aplicació farmacèutica. L'any 1969 fou guardonat amb el Premi Nobel de Química, juntament amb Derek Barton, per les seves contribucions al desenvolupament del concepte de la conformació química i el seu ús en química.